# فاني سوبريانتو
فاني سوبريانتو (ولدت في 30 مايو 2004) هي لاعبة كرة قدم إندونيسية تلعب في مركز حارسة مرمى لنادي الهمة في السعودية، كما تمثل منتخب إندونيسيا.

## المسيرة مع الأندية
بدأت فاني سوبريانتو مسيرتها الكروية في إندونيسيا حيث لعبت لصالح فريق أسبرُف جاوة الوسطى، قبل أن تنتقل إلى برسيس وومن.
في عام 2023، انتقلت إلى نادي الهمة السعودي، حيث أصبحت إحدى اللاعبات الأجنبيات اللواتي التحقن بالدوري السعودي للسيدات. وقد شاركت مع الفريق في 7 مباريات.

## المسيرة الدولية
مثّلت فاني منتخب إندونيسيا في عدة فئات عمرية، حيث لعبت مع منتخب تحت 16 عامًا في عام 2018، وخاضت معه مباراتين رسميتين. لاحقًا، انضمت إلى منتخب تحت 20 عامًا في عام 2022، وشاركت في 4 مباريات.
في عام 2021، استُدعيت إلى المنتخب الأول، وشاركت في بطولة كأس آسيا للسيدات 2022، حيث مثلت بلادها على المستوى القاري. حتى يوليو 2024، بلغ عدد مشاركاتها الدولية 12 مباراة.

## إنجازات
- المشاركة في كأس آسيا للسيدات 2022 مع منتخب إندونيسيا.
- اللعب في الدوري السعودي للسيدات مع ننادي الهمة.

## وصلات خارجية
- فاني سوبريانتو على موقع إي إس بي إن إف سي (الإنجليزية)
- فاني سوبريانتو على موقع Soccerway.com (الإنجليزية)